# Hou les vilaines !
Hou les vilaines ! (The Spanking Girls) est un roman policier de l’écrivain australien Carter Brown publié en 1979 aux États-Unis. Cependant, les droits d'auteur datent de 1978. En effet, le nouvel éditeur américain de Carter Brown publie d'un coup en 1979 des manuscrits en attente (voir Le Violeur et la Voyeuse).
Le roman est traduit en français en 1980, dans la collection Carré noir. La traduction, prétendument "de l'américain", est signée France-Marie Watkins. C'est une des nombreuses aventures du lieutenant Al Wheeler, bras droit du shérif Lavers dans la ville californienne fictive de Pine City ; la quarante-cinquième traduite aux Éditions Gallimard. Le héros est aussi le narrateur.

## Résumé
Elaine Matthews a trouvé une fille inconnue, asphyxiée par un sac plastique ligaturé autour de son cou, dans la maison d'été familiale qu'elle venait ouvrir pour les vacances. Pour son frère Larry, ce n'est pas une inconnue, mais une conquête récente, du nom de Mandy Reed, qu'il avait invitée. C'est une modèle pour photos pornographiques, d'après sa colocataire Jennie Baker. Et des indices laissent penser que pour Clive Matthews, père de Larry et Elaine, elle était sa virginale future épouse ... Car ce milliardaire, surnommé Matthews le marieur, n'épouse que des jeunes filles vierges, dont il divorce assez rapidement. Le lieutenant Wheeler trouve tout cela assez contradictoire, et Clive Matthews nie connaître une dénommée Mandy Reed : lui s'apprête à épouser une douce et innocente secrétaire, pas une fille qui pose pour Flagellation et Soumission. C'est pourtant dans la maison de vacances des Matthews, fermée à clé, que la victime a été retrouvée, sans ses vêtements, qui ont disparu. Lequel d'entre eux est le coupable ?

## Personnages
- Al Wheeler, lieutenant enquêteur au bureau du shérif de Pine City.
- Le shérif Lavers.
- Annabelle Jackson, secrétaire du shérif.
- Doc Murphy, médecin légiste.
- Ed Sanger, technicien du laboratoire criminel.
- Le sergent Banners.
- Elaine Matthews, fille de Clyde Matthews.
- Larry Matthews, son frère.
- Butch Perkins, mécanicien, ami de Larry.
- Dee Prouse, mannequin pour magazines pornographiques, maîtresse de Butch et amie de Mandy Reed.
- Clive Matthews, dit Matthews le marieur, milliardaire.
- Jennie Baker, colocataire de Mandy Reed, secrétaire chez Pauling.
- Sonny Ralston, éditeur des magazines Splang, Flagellation et Soumission.
- Josie Banning, réceptionniste chez Pauling.

## Édition
- Carré noir no 330, 1978,  (ISBN 2070433307).